# Ivanino (oblast de Koursk)
Ivanino (en russe : Ива́нино) est une commune urbaine du raïon de Kourtchatov dans l'oblast de Koursk, en Russie. Sa population s'élevait à 2 268 habitants au recensement de 2021.

## Géographie
La commune urbaine d'Ivanino se situe dans l'oblast de Koursk, un oblast de la partie européenne de la Russie. La commune fait partie du Kourtchatov, avec Kourtchatov comme centre administratif.

## Démographie
Recensements (*) et estimations de la population :
| 2002 * | 2010* | 2021* | - |
| ------ | ----- | ----- | - |
| 2 387  | 2 427 | 2 268 | - |